# Jørgen Ernst Ohlsen
Jørgen Ernst Ohlsen, J.E. Ohlsen, född 23 september 1814 i Köpenhamn, död 2 november 1862, var en dansk trädgårdsmästare. 
Ohlsen, som var son till handelsträdgårdsmästare Ole Ohlsen, erhöll sin första utbildning i faderns handelsträdgård och efter att ha avlagt trädgårdsmästarexamen 1834 reste han under flera år i utlandet. Efter faderns död övertog han ledningen över handelsträdgården och utvecklade denna till att bli en av dåtidens mest betydande i hela Norden. Han införde många nya växter från Nederländerna, Belgien och Tyskland av såväl träd, buskar som perenna krukväxter. De utställningar som han höll i sitt etablissement på Østerbro, samlade hela den blomsterälskande publiken, även kungafamiljen avlade ofta besök. Driven sparris och tidigt drivna lökväxter var en specialitet för rörelsen. Han hade kungligt privilegium på hermetisk inkokning av bland annat grönsaker, kött och fisk. På Østerbro finns J.E. Ohlsens Gade, vilken är uppkallad efter honom.